# ニューヨークへ行こう!
『ニューヨークへ行こう!』（英: Fun Down There）は、1988年に製作されたアメリカ合衆国の映画。
1989年2月に開催された第39回ベルリン国際映画祭で上映され、テディ賞を受賞した。
日本では、1993年に第2回東京国際レズビアン&ゲイ映画祭で上映された。

## キャスト
- サンディ：イヴォンヌ・フィッシャー
- アンジェロ：マーティン・ゴーディン